# Parachernes pulchellus
Parachernes pulchellus es una especie de arácnido  del orden Pseudoscorpionida de la familia Chernetidae.

## Distribución geográfica
Se encuentra en Texas, Carolina del Norte y México.